# Thurston (Ohio)
Thurston – wieś w Stanach Zjednoczonych, w stanie Ohio, w hrabstwie Fairfield.